# Morocco Tennis Tour - Tanger 2010
Il Morocco Tennis Tour - Tanger 2010 è stato un torneo professionistico di tennis maschile giocato sulla terra rossa, che faceva parte dell'ATP Challenger Tour 2010. Si è giocato a Tangeri in Marocco dal 15 al 20 febbraio 2010.

## Partecipanti

### Teste di serie
| Nazionalità | Giocatore                | Ranking* | Testa di serie |
| ----------- | ------------------------ | -------- | -------------- |
| Francia     | Stéphane Robert          | 67       | 1              |
| Belgio      | Steve Darcis             | 104      | 2              |
| Slovenia    | Blaž Kavčič              | 112      | 3              |
| Ucraina     | Oleksandr Dolgopolov Jr. | 115      | 4              |
| Spagna      | Pere Riba                | 117      | 5              |
| Portogallo  | Rui Machado              | 124      | 6              |
| Spagna      | Iván Navarro             | 128      | 7              |
| Spagna      | David Marrero            | 143      | 8              |

- Ranking all'8 febbraio 2010.

### Altri partecipanti
Giocatori che hanno ricevuto una wild card:
- Reda El Amrani
- Yassine Idmbarek
- Hicham Khaddari
- Mehdi Ziadi

Giocatori passati dalle qualificazioni:
- Francesco Aldi
- Bastian Knittel
- Pedro Sousa
- Fernando Vicente

Giocatori lucky loser:
- Malek Jaziri

## Campioni

### Singolare
Stéphane Robert ha battuto in finale  Oleksandr Dolgopolov Jr. con il punteggio di 7–6(5), 6–4

### Doppio
Steve Darcis /  Dominik Meffert hanno battuto in finale  Uladzimir Ihnacik /  Martin Kližan con il punteggio di 5–7, 7–5, [10–7]